# Spaljivanje zastave
Javno spaljivanje zastava obično je simboličan čin tijekom prosvjedovalo protiv vlade ili njezine politike. Zbog medijske pozornosti ponekad se rabe i razna goriva za razbuktavanje vatre.

## Primjeri
- U nekim islamskim zemljama koji podržavaju intifadu redovito se spaljuju zastave Sjedinjenih Država, Izraela i Velike Britanije.
- Spaljivanje zastave EU od protivnika EU ili euroskeptičara.

U Hrvatskoj je spaljivanje zastava kao i u nizu drugih država kažnjivo djelo.

## Povezani članak
- Spaljivanje mađarske zastave u Zagrebu 16. listopada 1895. na trgu Josipa Bana Jelačića.
- U spaljivanju su sudjelovali studenti i među njima je bio Stjepan Radić.